# Basoda
Basoda é uma cidade e um município no distrito de Vidisha, no estado indiano de Madhya Pradesh.

## Geografia
Basoda está localizada a 23° 51′ N, 77° 56′ L. Tem uma altitude média de 399 metros (1309 pés).

## Demografia
Segundo o censo de 2001, Basoda tinha uma população de 62 358 habitantes. Os indivíduos do sexo masculino constituem 53% da população e os do sexo feminino 47%. Basoda tem uma taxa de literacia de 69%, superior à média nacional de 59,5%; com 59% para o sexo masculino e 41% para o sexo feminino. 15% da população está abaixo dos 6 anos de idade.